# Ателета
Ателѐта (на италиански: Ateleta) е село и община в Южна Италия, провинция Акуила, регион Абруцо. Разположено е на 760 m надморска височина. Населението на общината е 1174 души (към 2010 г.).